# Prawo i Sprawiedliwość
Recht en Rechtvaardigheid (Pools: Prawo i Sprawiedliwość, afgekort PiS) is een Poolse radicaal-rechtse politieke partij, opgericht in 2001 door de tweelingbroers Kaczyński. Lech Kaczyński was president van Polen van 2005 tot zijn dood in 2010, Jarosław Kaczyński was premier van Polen van 14 juli 2006 tot 9 november 2007. Van 16 november 2015 tot 2023 vormde PiS de Poolse regering. 

## Geschiedenis
PiS is in 2001 opgericht door de eeneiige tweeling Kaczyński. De partij was een directe voortzetting van Jarosław Kaczyński's Centrumalliantie. Lech Kaczyński had enige populariteit verworven als minister van Justitie in 2000. In de parlementsverkiezingen van 2001 verwierf de partij 44 van de 460 zetels (9,5% van de stemmen).
Voor lokale en regionale verkiezingen in 2002 ging PiS in de meeste woiwodschappen een coalitie aan met het Burgerplatform (PO) onder de naam POPiS. Deze coalitie behaalde slechts 16% van de stemmen, wat deels te wijten was aan een gebrekkige campagne. Kiezers van beide partijen hadden bovendien zo'n aversie tegen de andere coalitiepartij dat veel van hen op een geheel andere partij stemden. Bij deze verkiezingen werd Lech Kaczyński burgemeester van Warschau.
Bij de verkiezingen voor het Europees Parlement van 2004 eindigde de partij als derde, met 12,6% van de stemmen en 7 van de 54 Poolse zetels in het parlement. Ze werd lid van de Unie voor een Europa van Nationale Staten.
In 2004 en 2005 gaven peilingen de partij een tweede of derde plaats, met het Burgerplatform op de eerste. In de parlementsverkiezingen van 2005 kwam PiS echter als grootste partij uit de bus met 27% van de stemmen en 49 van de 100 zetels in de Senaat. Algemeen werd aangenomen dat er een coalitie zou komen van PiS en PO, maar tijdens de campagne voor de parlementsverkiezingen en de presidentsverkiezingen van twee weken later waren de tegenstellingen en rivaliteit zo gegroeid, dat een samenwerking niet meer mogelijk was. Lech Kaczyński werd president met 54% van de stemmen. Uiteindelijk vormde PiS in november 2005 een minderheidsregering onder leiding van Kazimierz Marcinkiewicz met steun van de populistische partijen Liga van Poolse Gezinnen (LPR) en Samoobrona (Zelfverdediging).
In juli 2006 diende Marcinkiewicz zijn ontslag in nadat er onenigheid was ontstaan tussen hem en Jarosław Kaczyński. Jarosław vormde hierop een coalitieregering van PiS, LPR en Samoobrona. Hij werd door zijn tweelingbroer Lech geïnstalleerd als minister-president, hoewel hij in verkiezingstijd nog had beloofd dat hij nooit premier zou worden naast zijn broer als president.
In april 2007 stapten uit onvrede over het mislukken van een anti-abortus-amendement voor de grondwet zeven parlementsleden uit PiS. Onder leiding van Marek Jurek (op het moment van de breuk parlementsvoorzitter) richtten zij een nieuwe partij op, Rechts van de Republiek (Prawica Rzeczypospolitej), maar deze partij was geen lang leven gegeven. Op 13 augustus 2007 viel de regering na wat schandalen, een reeks ontslagen ministers en staatssecretarissen en ruzie tussen de regeringspartijen. 
De regering-Kaczyński had zich inmiddels ook niet geliefd gemaakt bij de Europese landen en Rusland. Door zijn kritiek op Rusland werd Kaczyński als rusofoob gezien en een sta-in-de-weg in de samenwerking tussen de EU en Rusland. Met name Angela Merkel zette alles op alles om de toelevering van Russisch gas aan Duitsland (en het afschaffen van alle andere energiebronnen) veilig te stellen met de bouw van Nord-Stream 1 en 2, terwijl PiS pleitte voor de Baltic-pijplijn vanuit Noorwegen naar Polen. Polen wilde zich onafhankelijk maken van Rusland na decennialang door Rusland gechanteerd te zijn met de beschikbaarheid van energie en de prijzen daarvan. In het najaar van 2023, met de opening van de Baltic-pijplijn is deze doelstelling behaald. 
Hoewel PiS bij de Poolse parlementsverkiezingen van 2007 zetels won, werd het de tweede partij. 
Vliegtuigramp 2010
Bij de vliegtuigramp van 10 april 2010 kwamen vele prominente leden van PiS om het leven, onder wie president Lech Kaczyński, vicevoorzitter van de Sejm Krzysztof Putra, oud-minister en fractievoorzitter in de Sejm Grażyna Gęsicka, voormalig vicepremier en oud-fractievoorzitter Przemysław Gosiewski, oud-minister Zbigniew Wassermann, de senatoren Janina Fetlińska en Stanisław Zając, alsmede diverse medewerkers van de president, onder wie de oud-ministers Władysław Stasiak en Aleksander Szczygło. 
De vliegtuigramp houdt de gemoederen nog steeds bezig. Dit vanwege de keuze die de premier van Polen, Donald Tusk, maakte om het onderzoek naar de vliegtuigramp volledig aan de Russen over te laten en Polen af te laten zien van zijn recht op onderzoek naar het gebeurde. Ook de keuze om het onderhoud van het vliegtuig te laten uitvoeren in Rusland doet vragen oprijzen. De Poolse onderzoekers claimen kruitsporen op het vliegtuig te hebben aangetroffen. Ook wijst de verspreiding van de brokstukken over een groot gebied niet op het neerstorten van het vliegtuig. Tot op heden krijgt Polen het vliegtuig niet terug uit Rusland, hoewel het land er herhaaldelijk om heeft verzocht. 
Opeenvolgende verkiezingen 2010-2015
In de presidentsverkiezingen, die vanwege de dood van de president vervroegd plaatsvonden op 20 juni en 4 juli 2010, was Jarosław Kaczyński de kandidaat van de PiS. Hij werd echter verslagen door Bronisław Komorowski van het Burgerplatform, die 53% van de stemmen behaalde. In de herfst van 2010 werden opnieuw enkele prominente leden van de PiS uit de partij gezet, hetgeen resulteerde in de oprichting van de partij Polen is het Belangrijkst (Polska Jest Najważniejsza), maar deze laatste heeft niet standgehouden.
Bij de parlementsverkiezingen van 2011 kwam PiS met 157 zetels in de Sejm en 31 in de Senaat opnieuw op de tweede plaats en bleef in de oppositie. Op 4 november van dat jaar werden opnieuw vooraanstaande leden van PiS, onder wie Europarlementariër en oud-minister van Justitie Zbigniew Ziobro, uit de partij gezet. In 2012 richtten ook zij een nieuwe partij op, Solidair Polen (Solidarna Polska). In datzelfde jaar traden de laatste restanten van de Beweging voor de Wederopbouw van Polen (ROP), ooit opgericht door oud-premier Jan Olszewski, toe tot PiS.
In 2015 vonden er opnieuw presidentsverkiezingen plaats. Hierin was Europarlementariër Andrzej Duda kandidaat namens PiS. In de tweede ronde, die op 24 mei plaatsvond, versloeg hij met bijna 52% van de stemmen zittend president Komorowski.
PiS heroverde pas in 2015 de positie van de grootste politieke partij in de Sejm en heeft deze plek sindsdien niet meer verlaten. Op 25 oktober van dat jaar behaalde PiS bij de Poolse parlementsverkiezingen 2015 een grote zege: met 235 zetels in de Sejm en 61 zetels in de Senaat kreeg PiS in beide kamers van het Poolse parlement de absolute meerderheid. Op 16 november 2015 trad een nieuwe regering aan, uitsluitend bestaand uit leden van PiS en de kleinere, aan PiS gelieerde partijen Solidarna Polska en Polska Razem. Na dit kabinet-Szydło volgde op 11 december 2017 het ook door PiS beheerste kabinet-Morawiecki.
Oppositie 2023
Bij de parlementsverkiezingen van 2023 werd PiS wederom de grootste partij, maar het was twijfelachtig of zij een meerderheidscoalitie zou kunnen vormen. Drie oppositiepartijen leken daar onder leiding van Donald Tusk meer kans toe te hebben. In december 2023 werd Tusk de premier van Polen en werd PiS een oppositiepartij.

## Verkiezingsresultaten
| Resultaten    | 2001    | 2005  | 2007  | 2011  | 2015  |
| ------------- | ------- | ----- | ----- | ----- | ----- |
| Percentage    | 9,50    | 26,99 | 32,11 | 29,89 | 37,58 |
| Zetels Sejm   | 44      | 155   | 166   | 157   | 235   |
| Zetels Senaat | 0/ 15 * | 49    | 39    | 31    | 61    |

- 0 senatoren van PiS in het coalitieverband Blok Senat (15 zetels), ondanks dat het daar onderdeel van uitmaakte.

## Politieke standpunten
PiS pleit voor
- harde straffen voor misdaden tegen lichamelijke integriteit en vermogensdelicten;
- een gezamenlijke economische markt binnen de Europese Unie. Pis is de partij die ervoor heeft gezorgd dat Polen toegetreden is tot de Europese Unie. PiS is echter geen voorstander van (verdere) overheveling van competenties aan de EU;
- het in stand houden van het gratis basis- en voortgezet onderwijs en de gratis gezondheidszorg;
- openbaarmaking van de namen van mensen die gewerkt hebben als geheim agent ten tijde van de Volksrepubliek Polen en een doorlichting van het verleden van personen met een publieke functie, zoals hoogleraren, indien strafbare feiten daartoe aanleiding geven;
- handhaving van het verbod op de doodstraf; volgens PiS zegt het katholieke geloof dat je mensen niet mag doden, maar in mei 2023 schreef de Poolse premier Mateusz Morawiecki op Facebook dat hij wil dat zijn land de doodstraf herinvoert voor “bijzonder wrede misdaden”. Aanleiding voor zijn oproep was de recente dood van een 8-jarige jongen die bezweken was aan ernstige mishandeling;
- hervorming van de rechterlijke macht omdat veel zittende rechters uit het communistische tijdperk stammen en een discutabel verleden zouden hebben. Indien er strafbare feiten zijn gepleegd behoren deze rechters niet meer recht te spreken volgens PiS. PiS meent dat dit analoog het beleid van Duitsland is dat zich van de rechters uit de voormalige DDR heeft ontdaan;
- verruiming van de bevoegdheden van de president en een verkleining van beide kamers van het parlement; daarmee zegt de partij bureaucratie tegen te willen gaan;
- het behoud van sociale zekerheid;
- het sturen van Poolse militairen naar NAVO-missiegebieden (zoals in Irak) en het voldoen aan NAVO-doelstellingen;
- sterke banden met de Verenigde Staten op militair en politiek gebied;
- een pro-lifeaanpak. PiS is dus antiabortus en anti-euthanasie;
- het huwelijk zijnde een verbintenis tussen man en vrouw; homo's zijn daarvan uitgesloten;[14]
- een verbod van softdrugs.

## Kritiek
Pis is vaak bekritiseerd:
- als president van de hoofdstad Warschau verbood de toenmalige leider van PiS Lech Kaczyński volgens zijn zeggen wegens veiligheidsredenen de Gay Pride. Een pro-katholieke tegendemonstratie werd wel toegestaan. De Europese Unie zou Polen hebben gewaarschuwd dat Polen zijn stemrecht zou kunnen verliezen als zij haar beleid over homoseksuelen niet zou aanpassen.[bron?]
- Voor en na de verkiezingen van 2007 werd PiS gesteund door het radiostation Radio Maryja, dat een grote invloed heeft op katholieke stemmers. PiS-politici waren enkele keren te gast in de programma's van deze zender en dat leidde tot kritiek van de andere partijen, die meenden dat enkel daarom de partij macht genoot. Radio Maryja en het daaraan gelieerde televisiestation Trwam waren de enige uitgenodigde media bij de ondertekening van het Stabilisatiepact dat PiS, LPR en Samoobrona tekenden op 19 januari 2006 en de oppositie een minderheidsregering moest gedogen.[bron?]
- PiS werd tijdens de Poolse parlementsverkiezingen van 2007 door tegenstanders ervan beschuldigd het Centrale Anti Corruptiebureau te misbruiken voor politieke doeleinden.[bron?] Sindsdien zijn ook vele ernstige corruptieschandalen aan het licht gekomen rondom politici van de oppositiepartij PO. In de rapporten van de Europese Unie heeft Polen nu een toppositie bereikt in het bestrijden van de corruptie en het tegengaan van de BTW-ontduiking. [bron?]
- Verkiezingswaarnemers van de OVSE stelden tijdens deze verkiezingen vast dat bij de publieke omroep de verdeling van de aandacht over de verschillende partijen niet goed was.
- Recht en Rechtvaardigheid heeft in 2017 gerechtelijke hervormingen voorgesteld, die volgens de partij bedoeld waren om de efficiëntie van het rechtssysteem te verbeteren. Deze leidden tot protest omdat ze werden gezien als een ondermijning van de rechterlijke onafhankelijkheid. Hoewel president Duda aanvankelijk een veto tegen deze hervormingen uitsprak, ondertekende hij de wet later wel. In 2017 startte de Europese Unie een inbreukprocedure op grond van artikel 7 tegen Polen vanwege een "duidelijk risico op een ernstige schending" van de rechtsstaat en de fundamentele waarden van de Europese Unie.
- De partij heeft volop zijn aanhangers benoemd bij het Constitutionele Hof. De parlementaire procedure werd ondermijnd en de ambten van de president en de premier werden beperkt ten gunste van een buitenconstitutioneel gebruik van de macht door partijleider Jarosław Kaczyński.
- Na het elimineren van constitutionele controles heeft de regering vervolgens stappen ondernomen om de activiteiten van NGO's en onafhankelijke media in te perken, de vrijheid van meningsuiting en vergadering te beperken en de kwalificaties die vereist zijn voor banen in het ambtenarenapparaat te verminderen om deze posities te kunnen vullen met partijloyalisten.
- De mediawet werd gewijzigd om de regeringspartij controle te geven over de staatsmedia. Deze werden een spreekbuis voor de partij, waarbij afwijkende journalisten werden ontslagen.